# Saison 2015 de l'équipe cycliste IAM
La saison 2015 de l'équipe cycliste IAM est la troisième de l'équipe dirigée par Michel Thétaz, la première au sein de l'UCI World Tour.

## Préparation de la saison 2015

### Sponsors et financement de l'équipe
À partir de cette saison, Scott est le fournisseur de cycles de l'équipe IAM.

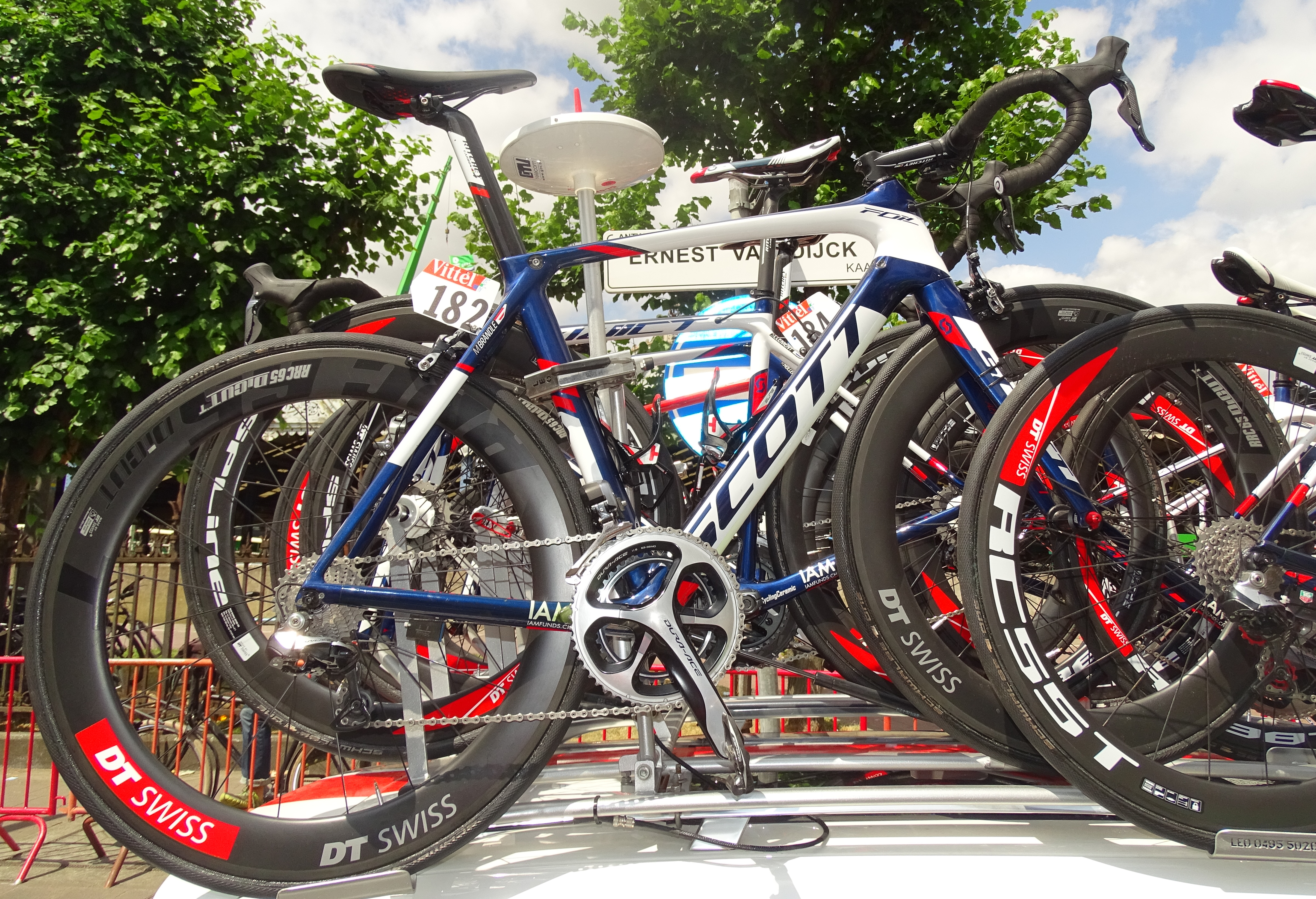
Vélo Scott Foil Team Issue lors du Tour de France 2015.
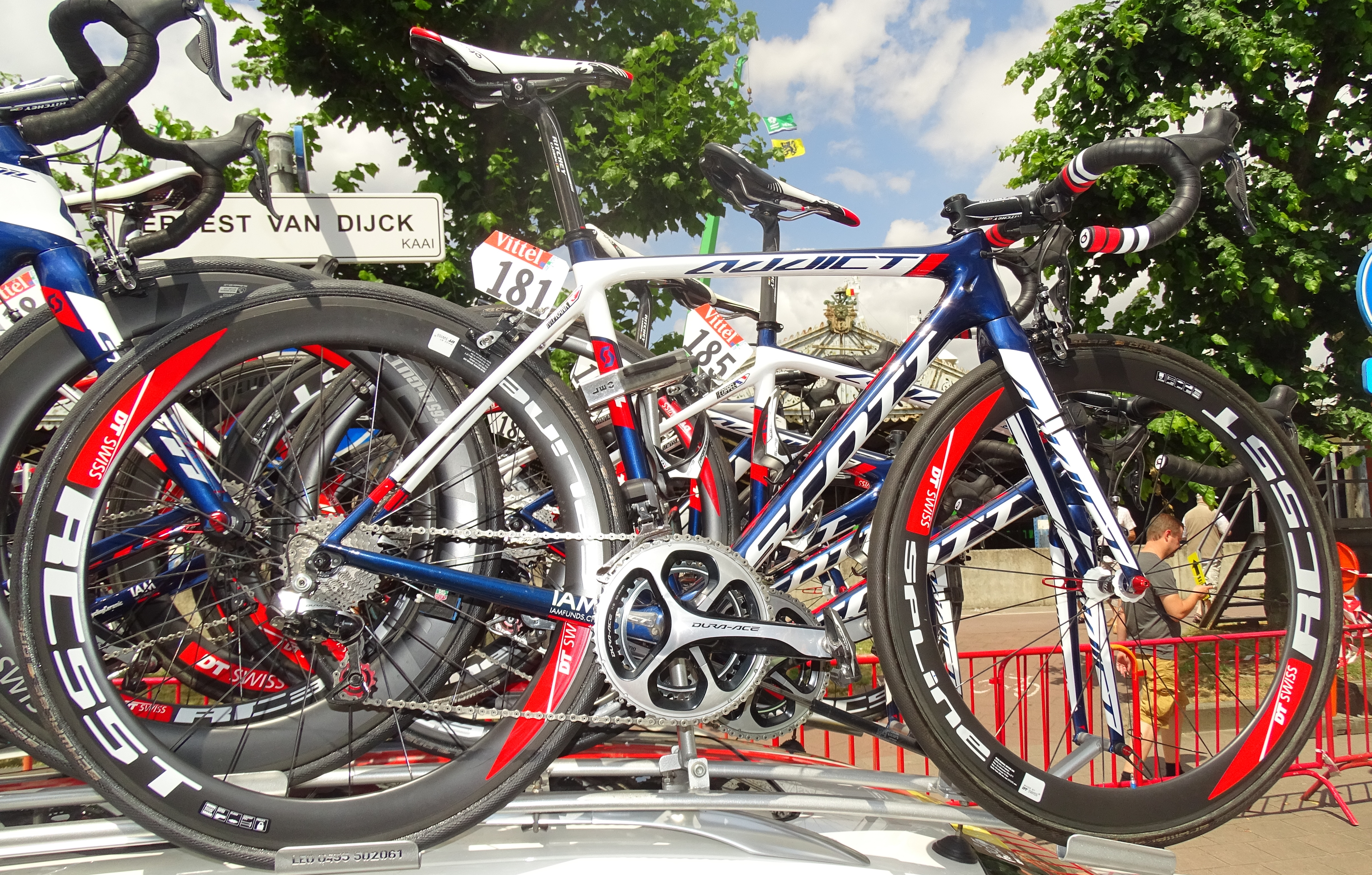
Vélo Scott Addict Team Issue lors du Tour de France 2015.
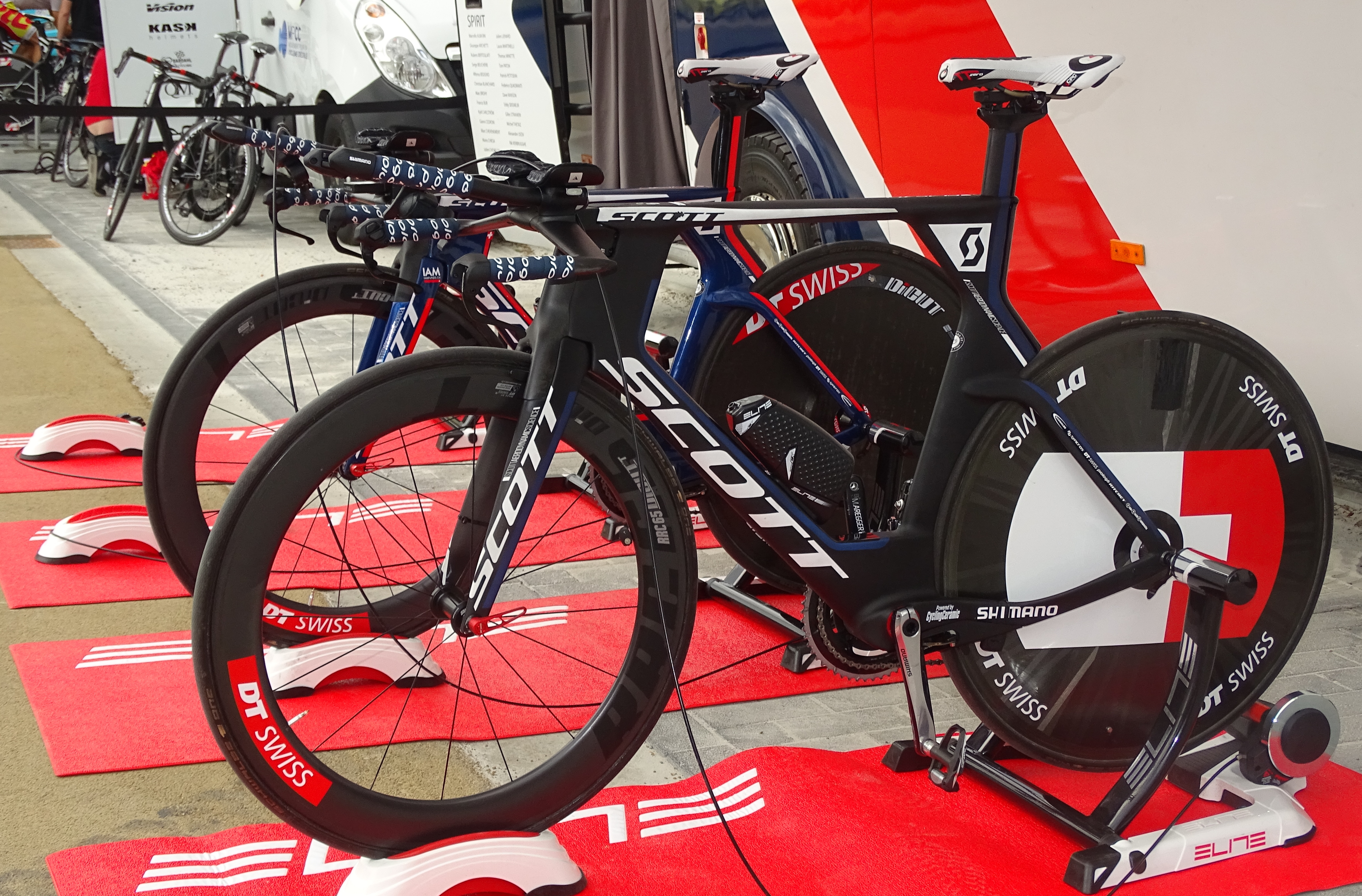
Vélo de contre-la-montre Scott Plasma 5 TT  lors du Tour de Belgique 2015.
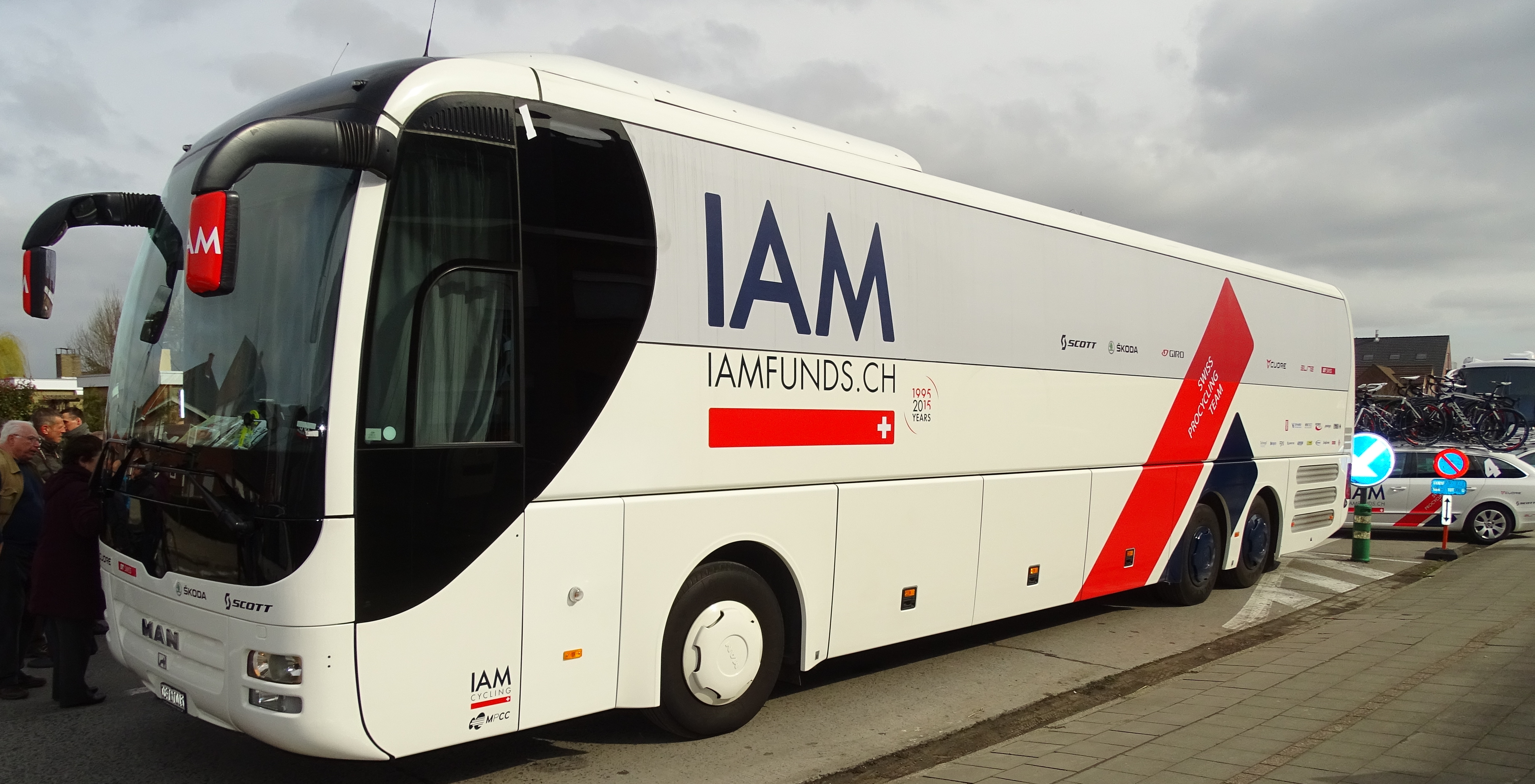
Le bus principal de l'équipe lors du Grand Prix E3 2015.
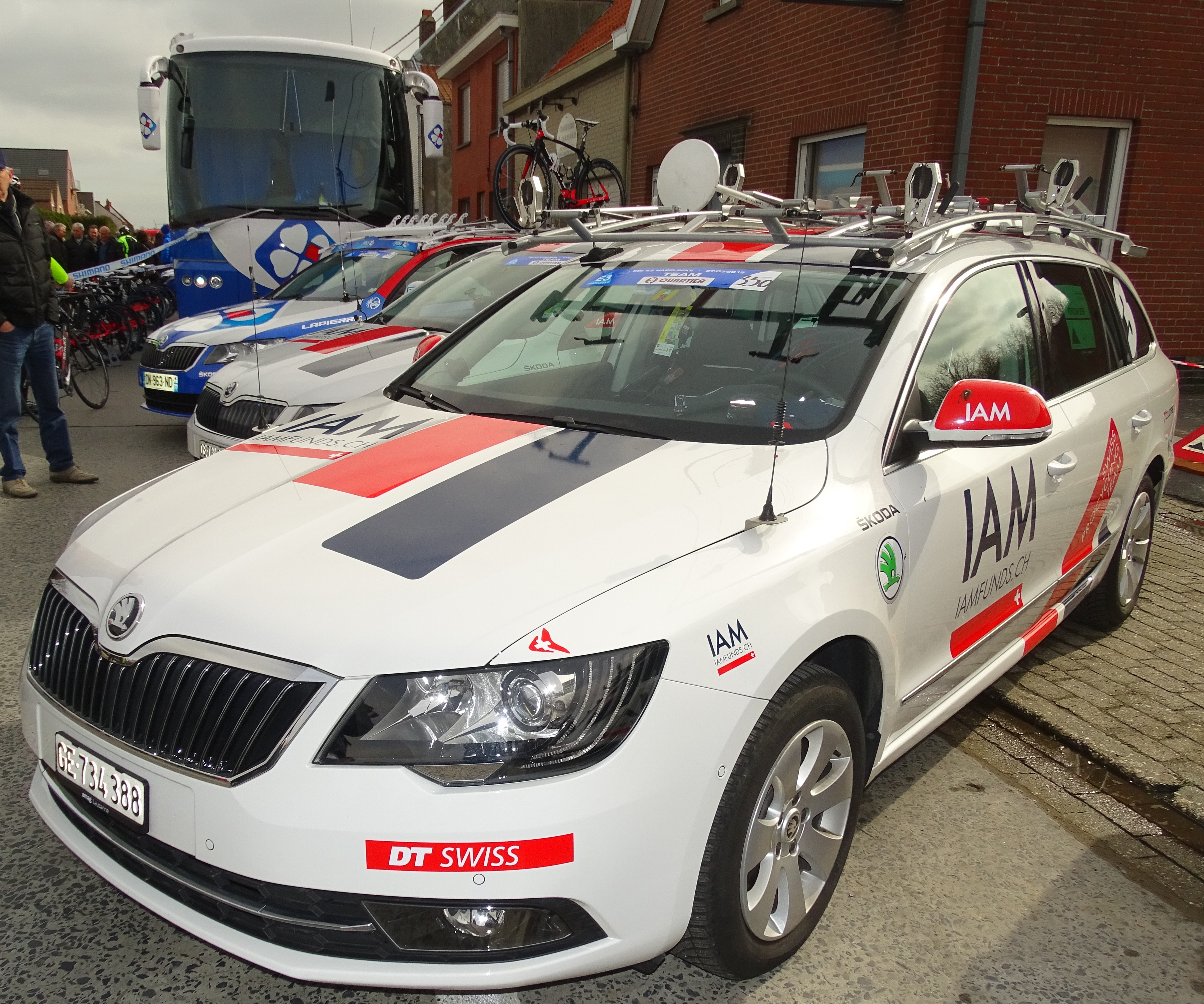
Des voitures de l'équipe lors du Grand Prix E3 2015.

### Arrivées et départs
| Arrivées            | Équipe 2014         |
| ------------------- | ------------------- |
| Clément Chevrier    | Bissell Development |
| Stef Clement        | Belkin              |
| Jérôme Coppel       | Cofidis             |
| Thomas Degand       | Wanty-Groupe Gobert |
| Dries Devenyns      | Giant-Shimano       |
| Jarlinson Pantano   | Colombia            |
| Simon Pellaud       | Roth-Felt           |
| David Tanner        | Belkin              |
| Jonas Van Genechten | Lotto-Belisol       |
| Lawrence Warbasse   | BMC Racing          |

| Départs           | Équipe 2015                                    |
| ----------------- | ---------------------------------------------- |
| Sébastien Hinault | directeur sportif Bretagne-Séché Environnement |
| Kevyn Ista        | Wallonie-Bruxelles                             |
| Dominic Klemme    | retraite                                       |
| Gustav Larsson    | Cult Energy                                    |
| Thomas Lövkvist   | directeur sportif Tre Berg-Bianchi             |
| Johann Tschopp    | retraite                                       |

## Coureurs et encadrement technique

### Effectif
| Cycliste              | Date de naissance | Nationalité | Équipe 2014         |  |
| --------------------- | ----------------- | ----------- | ------------------- |  |
| Marcel Aregger        | 26 août 1990      | Suisse      | IAM                 |  |
| Matthias Brändle      | 7 décembre 1989   | Autriche    | IAM                 |  |
| Sylvain Chavanel      | 30 juin 1979      | France      | IAM                 |  |
| Clément Chevrier      | 29 juin 1992      | France      | Bissell Development |  |
| Stef Clement          | 24 septembre 1982 | Pays-Bas    | Belkin              |  |
| Jérôme Coppel         | 6 août 1986       | France      | Cofidis             |  |
| Thomas Degand         | 13 mai 1986       | Belgique    | Wanty-Groupe Gobert |  |
| Stefan Denifl         | 20 septembre 1987 | Autriche    | IAM                 |  |
| Dries Devenyns        | 22 juillet 1983   | Belgique    | Giant-Shimano       |  |
| Martin Elmiger        | 23 septembre 1978 | Suisse      | IAM                 |  |
| Sondre Holst Enger    | 17 décembre 1993  | Norvège     | IAM                 |  |
| Mathias Frank         | 9 décembre 1986   | Suisse      | IAM                 |  |
| Jonathan Fumeaux      | 7 mars 1988       | Suisse      | IAM                 |  |
| Heinrich Haussler     | 25 février 1984   | Australie   | IAM                 |  |
| Reto Hollenstein      | 22 août 1985      | Suisse      | IAM                 |  |
| Roger Kluge           | 5 février 1986    | Allemagne   | IAM                 |  |
| Pirmin Lang           | 25 novembre 1984  | Suisse      | IAM                 |  |
| Jarlinson Pantano     | 19 novembre 1988  | Colombie    | Colombia            |  |
| Simon Pellaud         | 6 novembre 1992   | Suisse      | Roth-Felt           |  |
| Matteo Pelucchi       | 21 janvier 1989   | Italie      | IAM                 |  |
| Jérôme Pineau         | 2 janvier 1980    | France      | IAM                 |  |
| Sébastien Reichenbach | 28 mai 1989       | Suisse      | IAM                 |  |
| Vicente Reynés        | 30 juillet 1981   | Espagne     | IAM                 |  |
| Aleksejs Saramotins   | 8 avril 1982      | Lettonie    | IAM                 |  |
| Patrick Schelling     | 1er mai 1990      | Suisse      | IAM                 |  |
| David Tanner          | 30 septembre 1984 | Australie   | Belkin              |  |
| Jonas Van Genechten   | 16 septembre 1986 | Belgique    | Lotto-Belisol       |  |
| Lawrence Warbasse     | 28 juin 1990      | États-Unis  | BMC Racing          |  |
| Marcel Wyss           | 25 juin 1986      | Suisse      | IAM                 |  |

Portraits
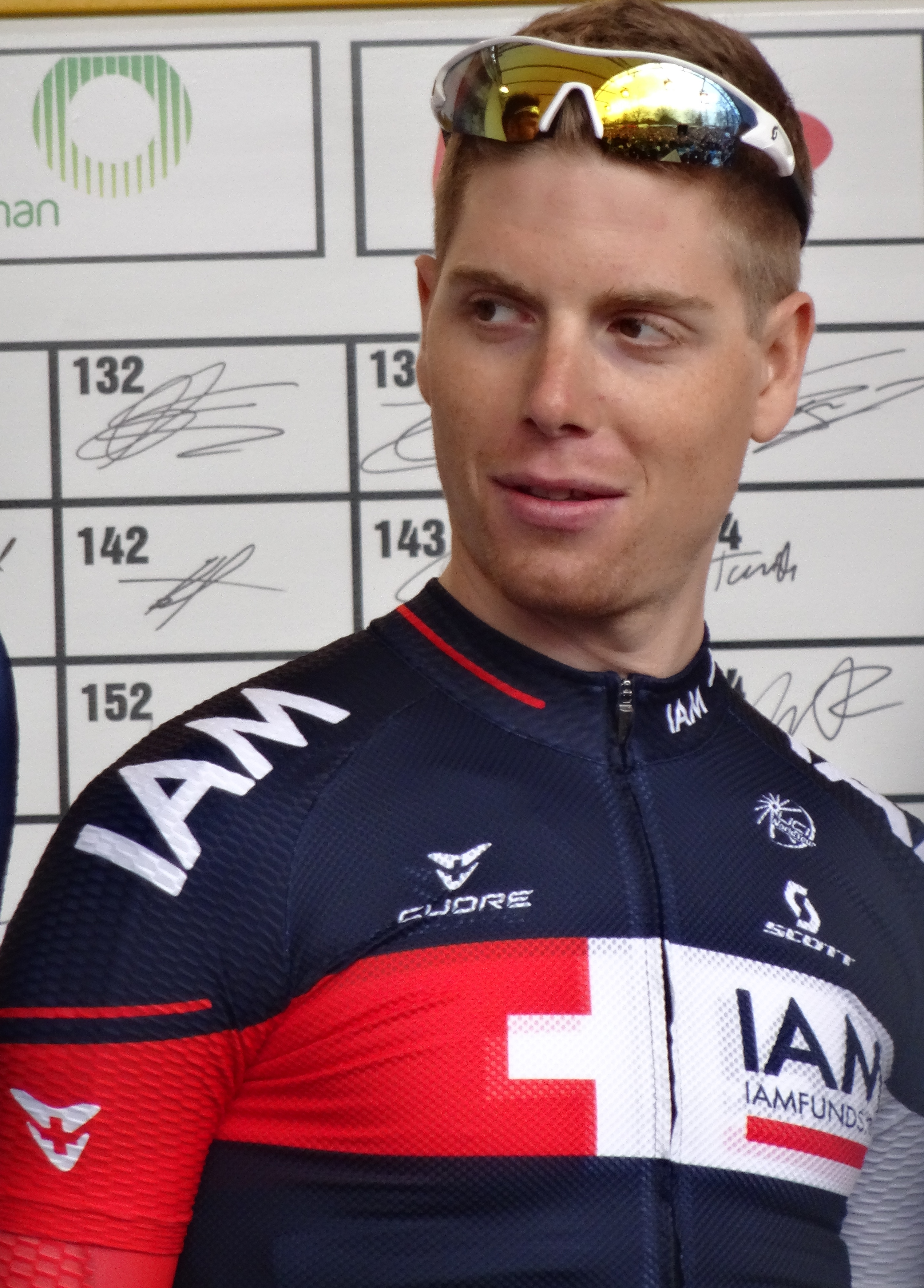
Marcel Aregger.
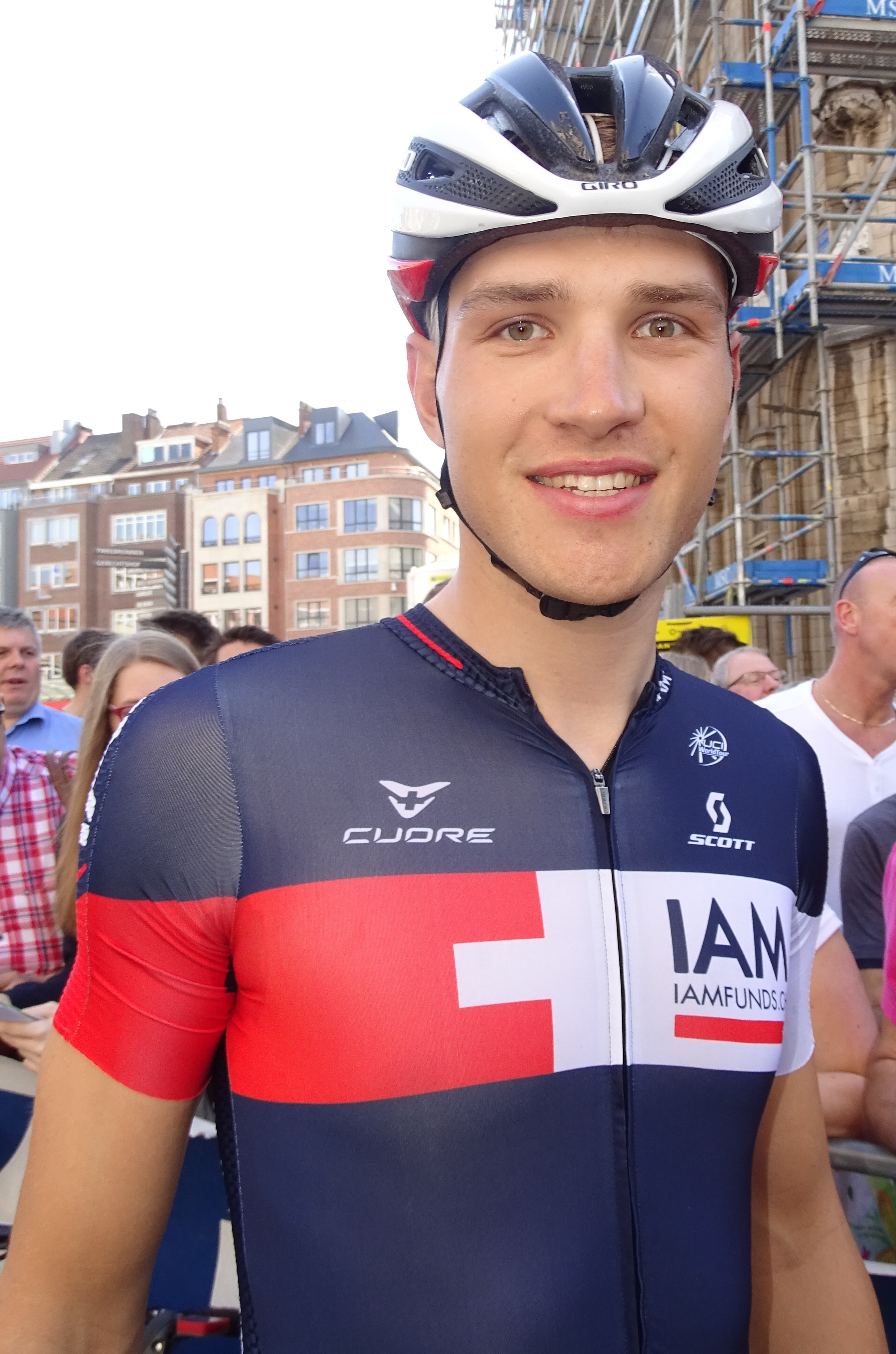
Matthias Brändle.
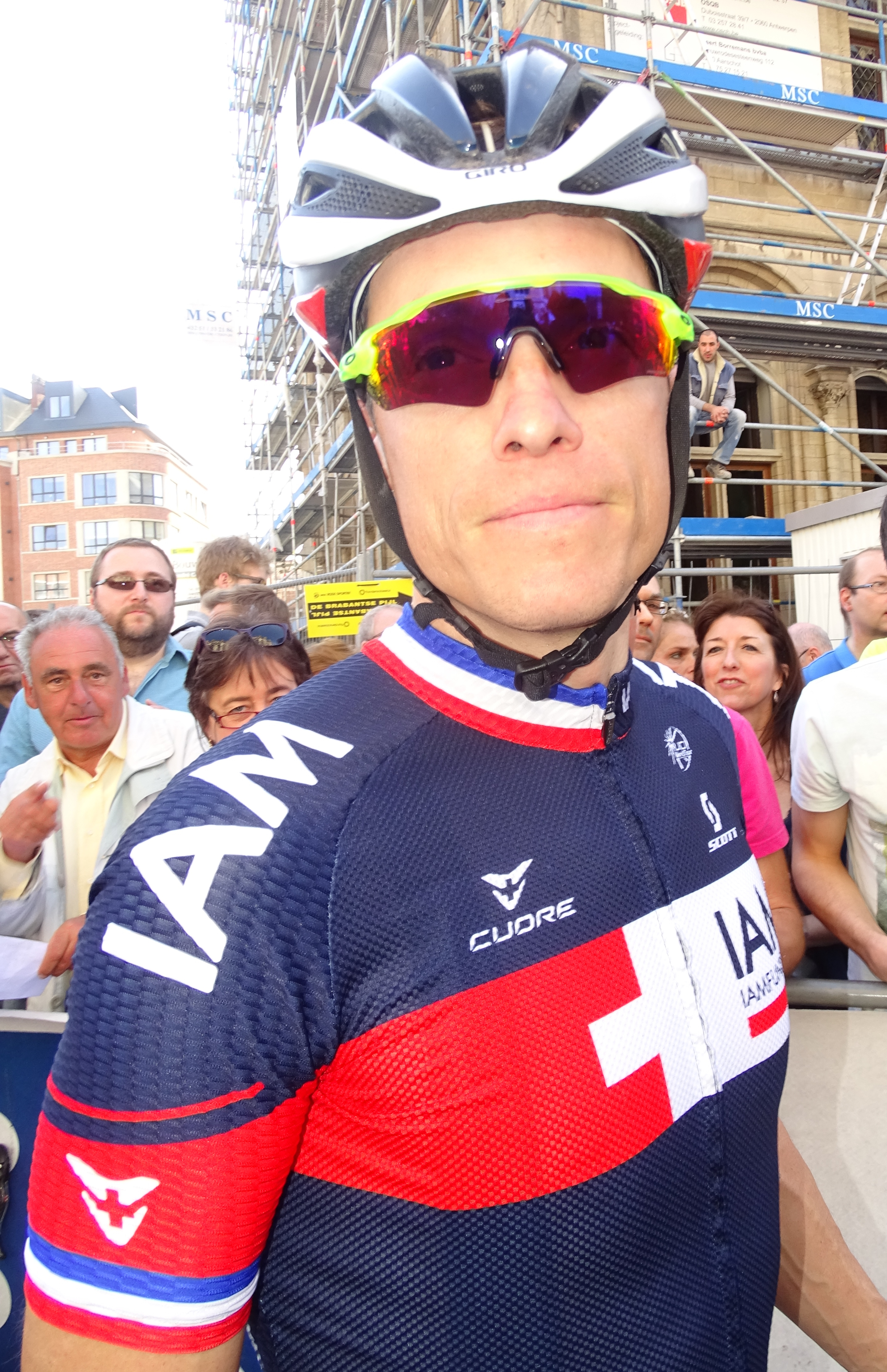
Sylvain Chavanel.
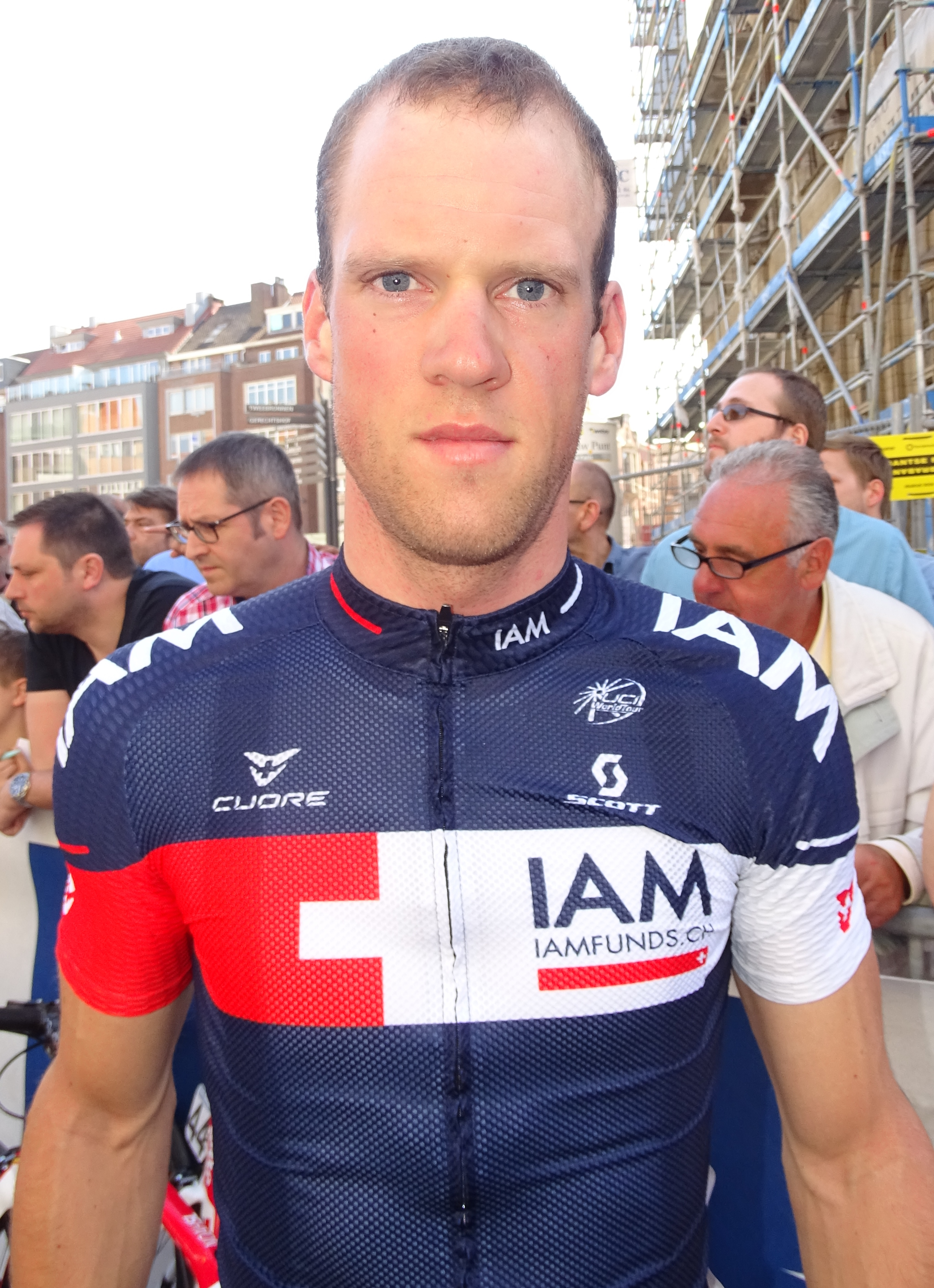
Thomas Degand.
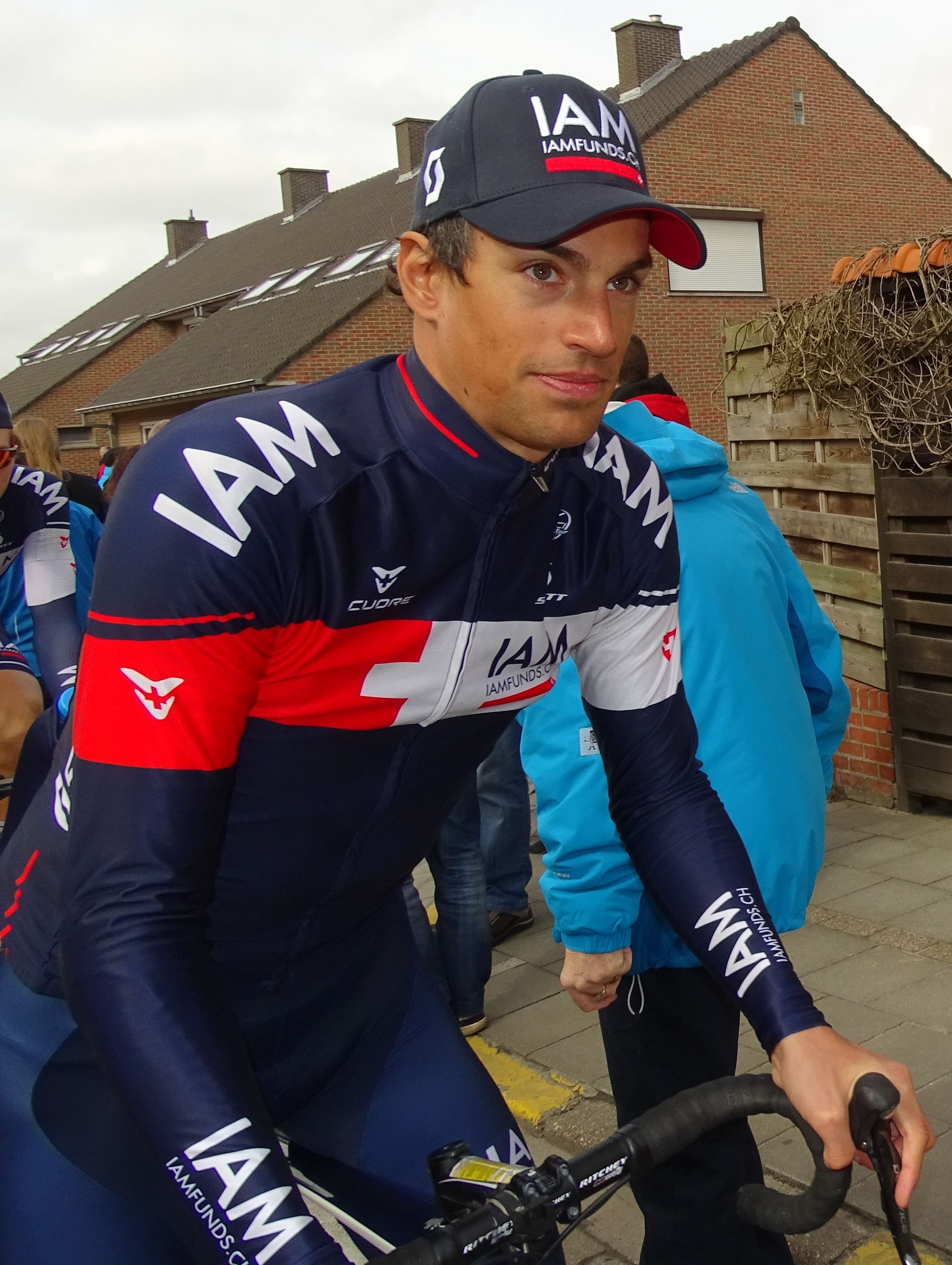
Reto Hollenstein.
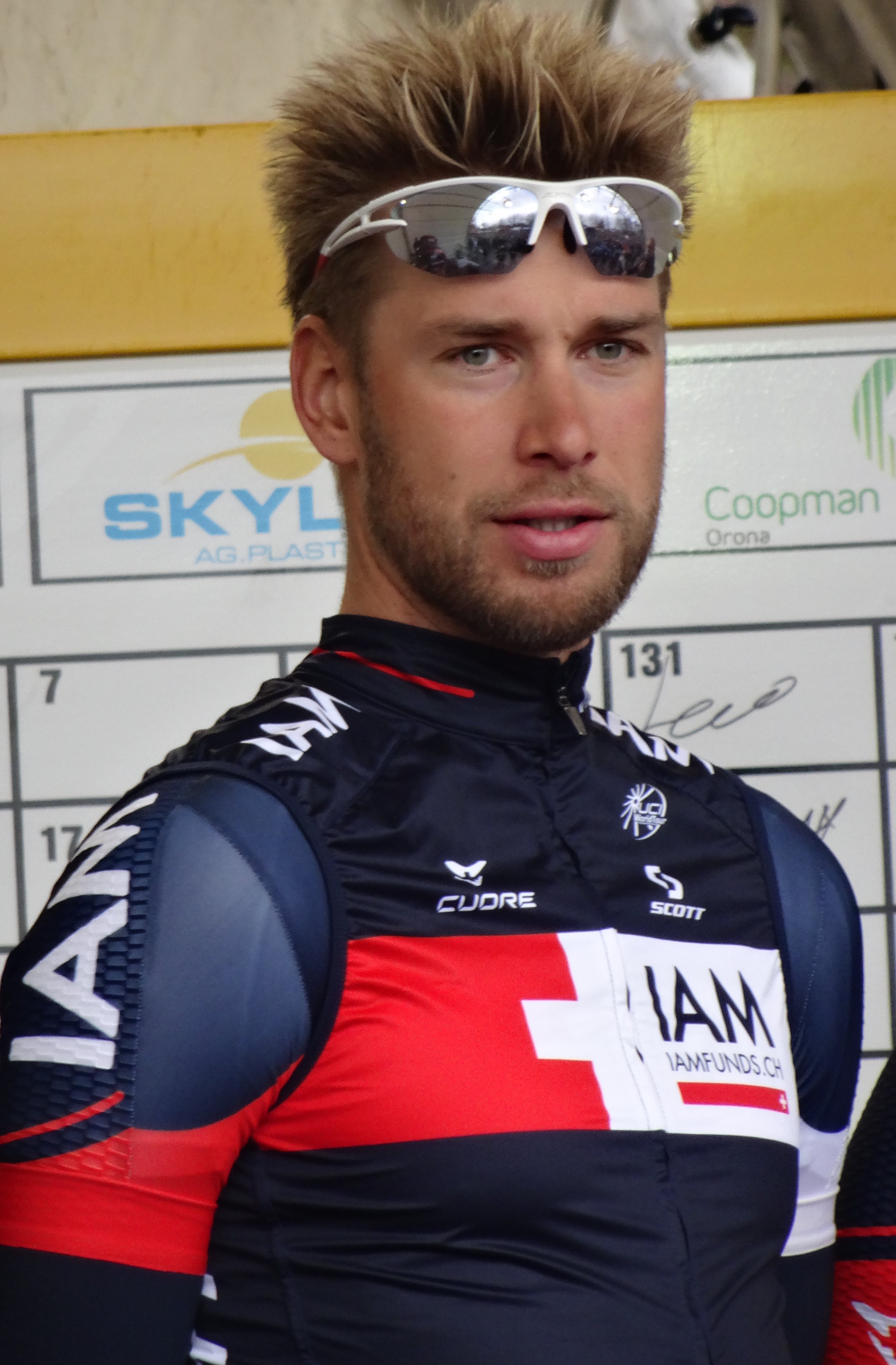
Roger Kluge.
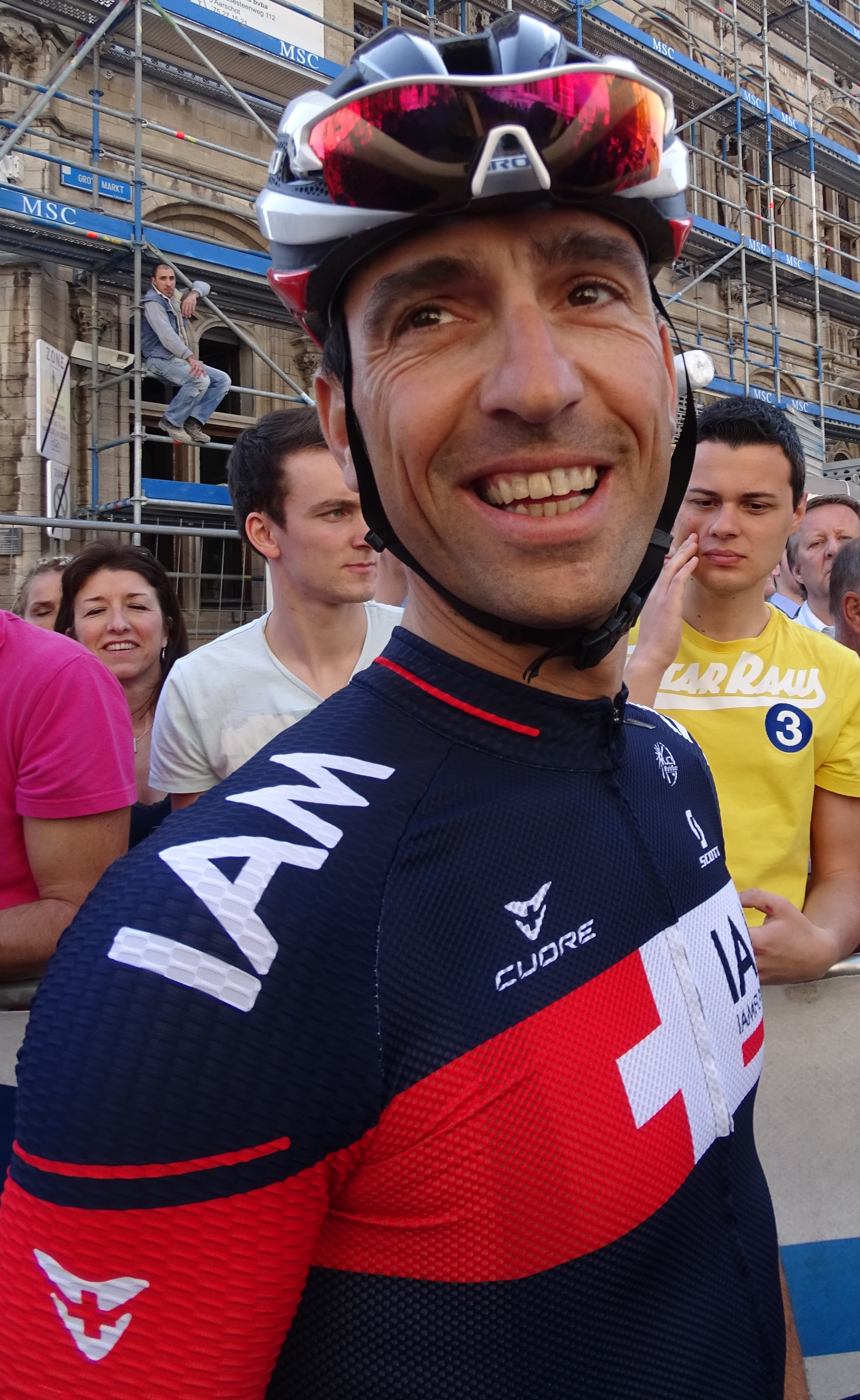
Vicente Reynés.
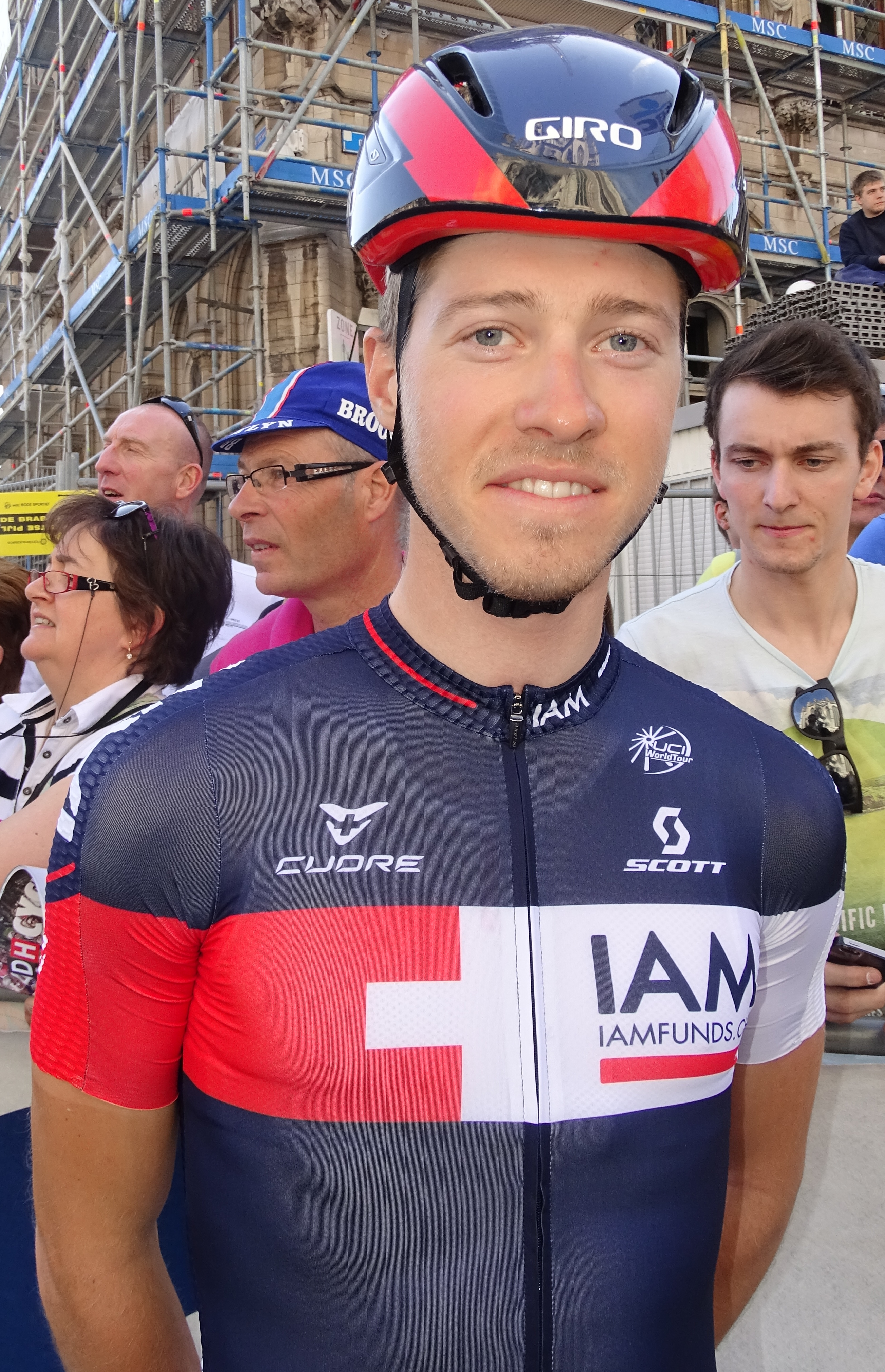
Patrick Schelling.
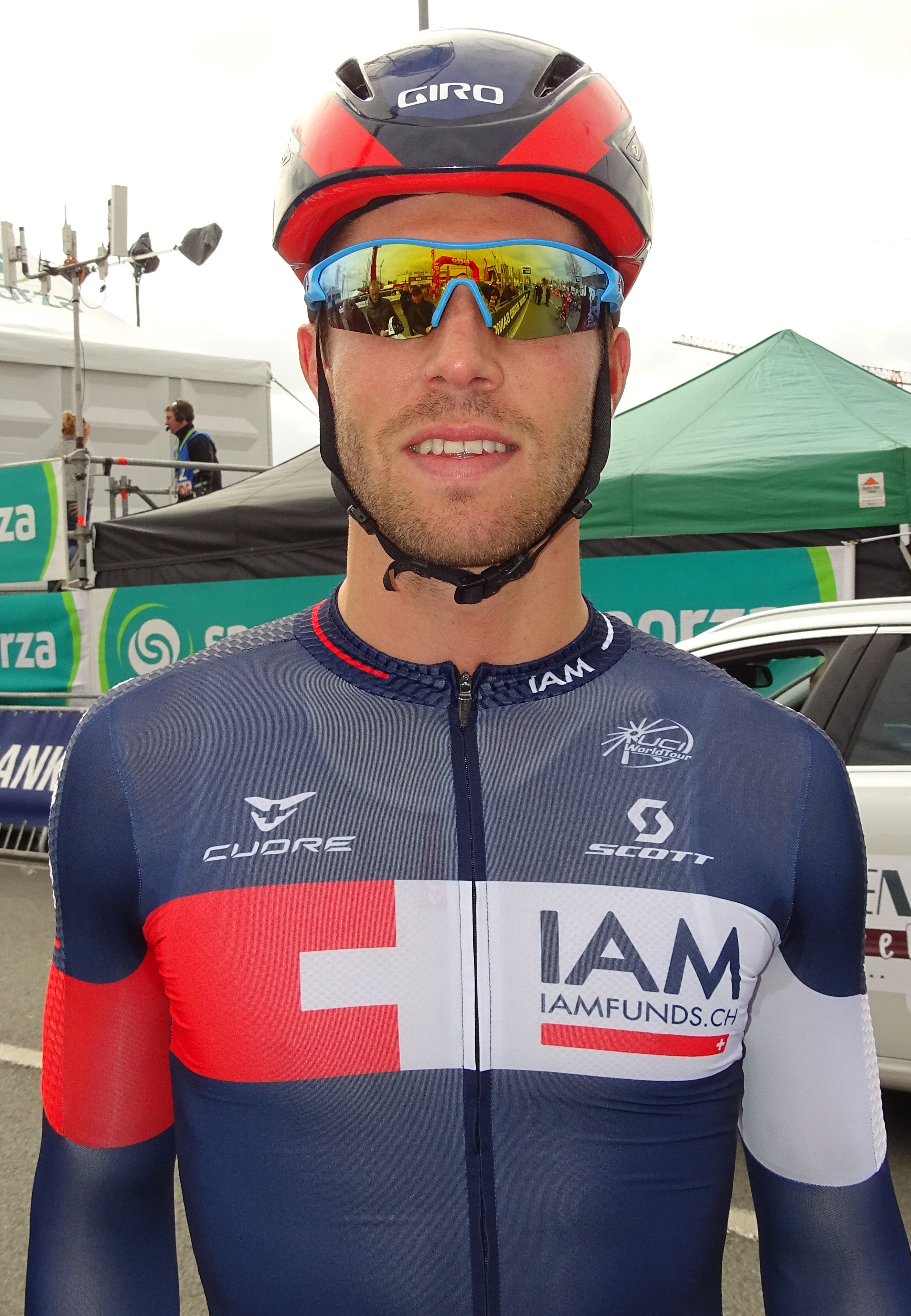
Jonas Van Genechten.

## Bilan de la saison

### Victoires

#### Sur route
| Date       | Course                                    | Pays      | Classe | Vainqueur           |
| ---------- | ----------------------------------------- | --------- | ------ | ------------------- |
| 11/01/2015 | Championnat d'Australie sur route         | Australie | CN     | Heinrich Haussler   |
| 29/01/2015 | Trofeo Santanyí-Ses Salines-Campos        | Espagne   | 1.1    | Matteo Pelucchi     |
| 01/02/2015 | Trofeo Playa de Palma-Palma               | Espagne   | 1.1    | Matteo Pelucchi     |
| 22/02/2015 | 6e étape du Tour d'Oman                   | Oman      | 2.HC   | Matthias Brändle    |
| 27/05/2015 | 1re étape du Tour de Belgique             | Belgique  | 2.HC   | Matthias Brändle    |
| 17/06/2015 | 1re étape du Ster ZLM Toer                | Pays-Bas  | 2.1    | Roger Kluge         |
| 25/06/2015 | Championnat de France du contre-la-montre | France    | CN     | Jérôme Coppel       |
| 28/06/2015 | Championnat de Lettonie sur route         | Lettonie  | CN     | Aleksejs Saramotins |
| 05/07/2015 | 2e étape du Tour d'Autriche               | Autriche  | 2.HC   | Sondre Holst Enger  |
| 06/07/2015 | 3e étape du Tour d'Autriche               | Autriche  | 2.HC   | David Tanner        |
| 28/07/2015 | 4e étape du Tour de Wallonie              | Belgique  | 2.HC   | Jonas Van Genechten |
| 03/08/2015 | 2e étape du Tour de Pologne               | Pologne   | WT     | Matteo Pelucchi     |
| 04/08/2015 | 3e étape du Tour de Pologne               | Pologne   | WT     | Matteo Pelucchi     |
| 02/10/2015 | 2e étape de l'Eurométropole Tour          | Belgique  | 2.1    | Jonas Van Genechten |

#### Sur piste
| Date       | Course                             | Pays   | Classe | Vainqueur        |
| ---------- | ---------------------------------- | ------ | ------ | ---------------- |
| 02/10/2015 | Championnat de France de poursuite | France | CN     | Sylvain Chavanel |

### Résultats sur les courses majeures
Les tableaux suivants représentent les résultats de l'équipe dans les principales courses du calendrier international (les cinq classiques majeures et les trois grands tours). Pour chaque épreuve est indiqué le meilleur coureur de l'équipe, son classement ainsi que les accessits glanés par IAM sur les courses de trois semaines.

#### Classiques
| Classique            | Milan-San Remo         | Tour des Flandres    | Paris-Roubaix       | Liège-Bastogne-Liège        | Tour de Lombardie |
| -------------------- | ---------------------- | -------------------- | ------------------- | --------------------------- | ----------------- |
| Coureur (classement) | Sylvain Chavanel (23e) | Martin Elmiger (10e) | Martin Elmiger (5e) | Sébastien Reichenbach (24e) | Marcel Wyss (55e) |

#### Grands tours
| Grand tour           | Tour d'Italie          | Tour de France     | Tour d'Espagne          |
| -------------------- | ---------------------- | ------------------ | ----------------------- |
| Coureur (classement) | Sylvain Chavanel (36e) | Mathias Frank (8e) | Lawrence Warbasse (38e) |
| Accessits            |                        |                    |                         |

### Classement UCI
| Rang | Coureur               | Points |
| ---- | --------------------- | ------ |
| 58   | Mathias Frank         | 72     |
| 68   | Martin Elmiger        | 56     |
| 110  | Jarlinson Pantano     | 27     |
| 123  | Matteo Pelucchi       | 20     |
| 133  | Sylvain Chavanel      | 14     |
| 152  | Heinrich Haussler     | 8      |
| 160  | Sébastien Reichenbach | 6      |
| 169  | Jonas Van Genechten   | 5      |
| 175  | Roger Kluge           | 4      |
| 180  | Matthias Brändle      | 4      |
| 208  | Jérôme Coppel         | 1      |